# 圣昂布鲁瓦
圣昂布鲁瓦（法語：Saint-Ambroix，法語發音：[sɛ̃.t‿ɑ̃bʁwa]）是法国奥克西塔尼大区加尔省的一个市镇，属于阿莱斯区。

## 地理
圣昂布鲁瓦（44°15'38"N, 4°11'53"E）面积11.74 平方千米，位于法国奧克西塔尼大區加尔省，该省份为法国南部沿海省份，南端濒地中海，北起顺时针与阿尔代什省、沃克吕兹省、罗讷河口省、埃罗省、阿韦龙省和洛泽尔省接壤。
与圣昂布鲁瓦接壤的市镇（或旧市镇、城区）包括：莱马日、梅拉讷、塞兹河畔莫利耶尔、波特利耶尔、圣布雷斯、圣维克托德马尔卡。

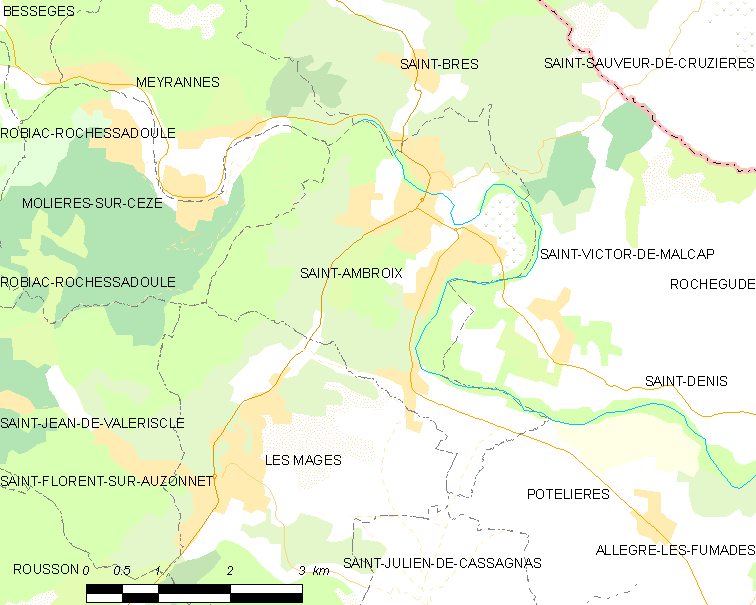
圣昂布鲁瓦的OSM定位图

圣昂布鲁瓦的时区为UTC+01:00、UTC+02:00（夏令时）。

## 行政
圣昂布鲁瓦的邮政编码为30500，INSEE市镇编码为30227。

## 政治
圣昂布鲁瓦所属的省级选区为鲁松县。

## 人口

1962-2008年间圣昂布鲁瓦人口变化图示

圣昂布鲁瓦于2022年1月1日时的人口数量为3353人。